# Operace Starvation
Operace Starvation byla operace provedená americkým armádním letectvem od března 1945 do kapitulace Japonska, při které byly letecky zaminovány všechny hlavní přístavy a námořní trasy v okolí japonských ostrovů. Cílem operace bylo narušit japonskou námořní dopravu a vyvolat tak mimo jiné narušení výroby, dovoz surovin a potravin.

## Operace
Operace byla zahájena na naléhání admirála Chestera Nimitze, který chtěl, aby byly jeho námořní operace podpořeny zaminováním samotného Japonska. Standardně by se mělo jednat čistě o námořní operaci, ale vzhledem k požadavku na intenzitu pokládky min bylo rozhodnuto o realizaci letectvem, čímž realizaci operace dostal na starost generál Curtis LeMay.
LeMay vyčlenil pro tuto operaci skupinu 160 letadel z 313. bombardovacího křídla, 504. bombardovací skupiny USAAF, které měly dle rozkazu v dubnu 1945 shodit 2000 min. Pro tuto operaci byly použity B-29 s pumovnicí uzpůsobenou pro nesení a shoz námořních min. Byly použity akustické a magnetické miny. Letouny měly také radar pro navigaci v nízkém letu nad mořem v noci a pro určení pozice shozu min.
První pokládka min proběhla 27. dubna 1945 shozem 1000 min s magnetickým a akustickým detonátorem. Později byly doplněny minami s detonátorem reagujícím na změnu tlaku.
Zaminování přístavů a pobřeží Japonska se ukázalo jako velmi účinná metoda. Způsobené škody dokonce převýšily dosavadní ponorkovou kampaň a strategické bombardování Japonska.
Během operace byly všechny hlavní přístavy a úžiny v Japonsku opakovaně zaminovány, což vážně narušilo japonskou námořní dopravu. 35 z 47 tras konvojů přestalo být užíváno. Například doprava přes Kóbe klesla o 85 %, z 320 000 tun v březnu 1945 na pouhých 44 000 tun v červenci 1945. Operace Starvation za posledních šest měsíců války snížila množství lodí, než všechny ostatní operace dohromady.
Během celé akce se uskutečnilo 1529 letů, během kterých bylo položeno 12 135 min do 26 polí. Ztraceno bylo pouhých patnáct B-29. Miny potopily nebo poškodily 670 lodí o celkové tonáži více než 1 250 000 tun.